# 강석 (1952년)
강석(姜錫, 1952년 7월 21일 ~ )은 대한민국의 희극배우이며 방송인이다.

## 생애
- 1974년 1월 연극배우 첫 데뷔하였다.
- 1975년 DBS 동아방송 라디오 프로그램에서 특채 코미디언으로 데뷔하였으며, 3년 후 1978년 TBC 동양방송 텔레비전 프로그램에서 특채 코미디언으로 정식 데뷔하였다.
- 1981년 영화 《고래섬 소동》의 단역으로 영화배우 데뷔하였으며 이후 KBS, MBC, SBS, EBS 등을 넘나들면서 코믹 MC로 인기를 구가하였다.

- 배일집과 친분이 깊어, 강석이 라디오 MC가 된다고 하자 배일집이 음악 다방으로 데려가서 아무 댓가 없이 훈련시켜 줬다.

## 성격
후배 코미디언들이 밥을 먹었는지 안 먹었는지 수시로 검사해서 밥을 먹지 못한 후배들에게 밥을 계속 사줬으며, 한때는 이경규가 전농동에서 영등포까지 그 먼 거리를 걸어서 출퇴근한다는 사실을 알게 되자 자신의 자가용으로 이경규를 출퇴근 시켜줬다. 당대 코미디언들의 군기가 하늘을 찌르는 상황에도 불구하고 강석은 그런 행동은 일절 하지 않고 후배들에게 매우 부드럽게 대해준 덕분에 지금도 많은 선후배 희극 배우들이 강석을 마음속 깊이 존경하고 있다.

## 출연작

### 라디오 프로그램
- MBC 표준FM 《싱글벙글쇼》 (1984년 1월 16일 ~ 2020년 5월 10일)

### 텔레비전 프로그램
- 《일요일 밤의 대행진》(MBC)
- 《청춘행진곡》(MBC)
- 《청춘만만세》(MBC)
- 《가족오락관》(KBS2) 남성팀 게스트
- 《도전 차차차》(KBS1) 2대 mc
- 《퀴즈알쏭달쏭》(KBS1)
- 《출발! 모닝와이드》(SBS)
- 《스포츠가 좋아요》(SBS) 진행

### 영화
- 언더독 - 개코 (목소리)

### 드라마
- 2013년 MBC 《백년의 유산》 - 라디오 DJ 역

### CF
- 1982년 아모레퍼시픽 리도 샴푸 ("MBC 개그 프로 - 일요일 밤의 대행진" 팀으로 출연.)
- 1985년 롯데제과 꼬깔콘 양념구이 (Feat. 박세민)
- 1985년 종근당 옥산콤 (Feat. 서세원)
- 1985년 상호신용금고
- 1986년 한일스텐레스 한일 김장통
- 1988년 명문제약 키미테
- 1995년 CJ대한통운 대한통운 특송 ("MBC 라디오 - 싱글벙글쇼"의 MC 김혜영과 함께 출연)
- 1996년 ~ 1997년 구주제약 엘씨 500 ("MBC 라디오 - 싱글벙글쇼"의 MC 김혜영과 함께 출연)
- 2001년 ~ 2002년 팜한농 흥농종묘 삼복꿀수박 ("MBC 라디오 - 싱글벙글쇼"의 MC 김혜영와 함께 출연)
- 2008년 오스템임플란트 (배우 김영옥과 함께 출연)

## 수상
- 1988년 MBC 연기대상 라디오부문 우수상
- 1990년 MBC 연기대상 라디오부문 최우수상
- 1995년 SBS 연기대상 TV MC상
- 1996년 MBC 브론즈마우스상
- 2003년 MBC 연기대상 라디오부문 최우수상
- 2005년 제17회 한국방송프로듀서상 라디오부문 진행자상
- 2005년 MBC 골든마우스상
- 2005년 제32회 한국방송대상 진행자상
- 2009년 제17회 대한민국 문화연예대상 라디오진행자상
- 2014년 MBC 방송연예대상 라디오부문 최우수상